# Antonio Martín Fernández
Antonio Martín Fernández (Sevilla, 16 de noviembre de 1927-ibídem, 1 de enero de 2010) fue un tallista y alcalde de Huelva español. 

## Biografía
Estudió en la Escuela de Artes y Oficios y tuvo como profesores a Cantalero y a Santiago Martínez, entre otros, es discípulo de Luis Jiménez Espinosa, con el que empezó a trabajar en la talla en su taller de la calle Pizarro, hace aproximadamente cuarenta años.
El primer taller que tuvo fue en la Plaza del Sacrificio y posteriormente en las calles Mallol, Inocente y por último el actual en la calle Castellar, fue hermano de las cofradías sevillanas de la Estrella y San Benito y de la malagueña de El Rocío.
Su producción se eleva a más de cuarenta andas procesionales, retablos, cruces, mesas de altar y muebles.

## Obra
En Sevilla destacan los pasos de:
- Santa Genoveva (1959).

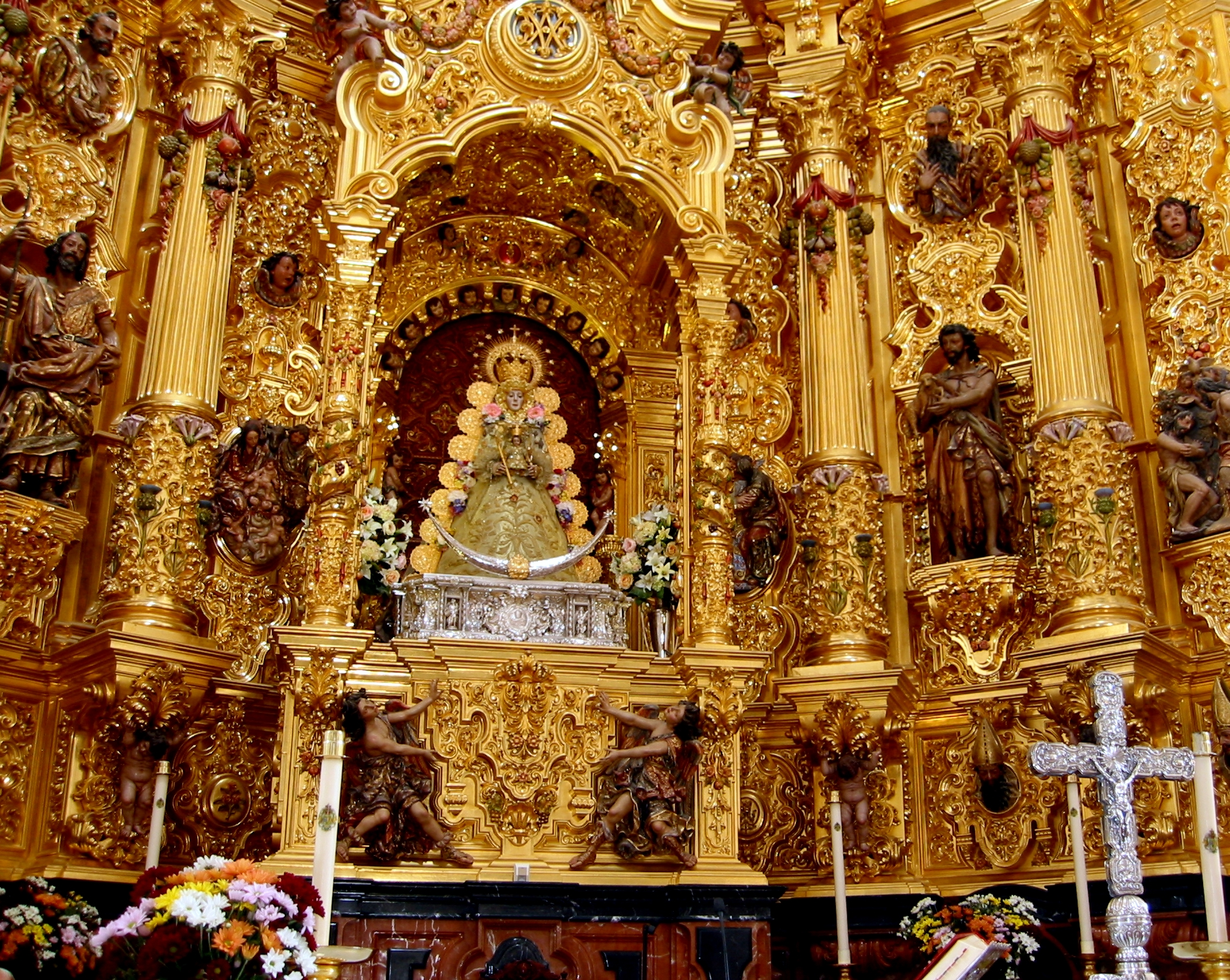
Retablo de la Virgen del Rocío.

- Presentación y Cristo de la Sangre, ambos de la Hermandad de San Benito (1967).
- Cristo de la Buena Muerte de La Hiniesta (1970),
- Azote y Columna (1973).
- Jesús Despojado (1975).
- Cristo de la Misericordia (1975).
- Cristo de los Gitanos (1979).
- Cristo de las Penas de la Estrella (1980).
- Respiraderos de la Virgen del Buen Fin (1973).[2]

Altares:
- Altar de la Estrella.
- Altar de San Benito.
- Altar del Cristo de Burgos.

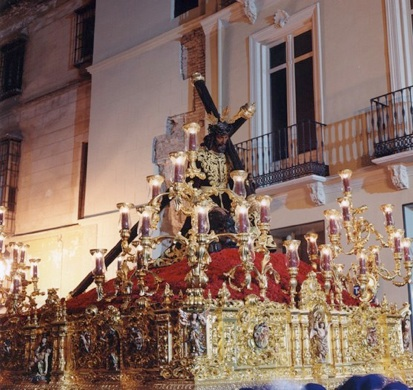
Trono de Nuestro Padre Jesús Nazareno de los Pasos, de Málaga.

En Málaga son obra suya los tronos de:
- Cristo de la Agonía (1988), de la Cofradía de Las Penas.
- Nazareno de los Pasos en el Monte Calvario (1993), de la Cofradía del Rocío.
- Jesús del Rescate (1983), de la Hermandad del Rescate.
- Virgen de Gracia (1986), de la Hermandad del Rescate.
- Misterio de la Sagrada Mortaja (2007), de la Hermandad del Monte Calvario.

En Huércal-Overa (Almería):
- Paso de Ntro. Padre Jesús Nazareno. Hermandad de Ntro. Padre Jesús Nazareno (Paso Morado) (1968).

En Jerez de la Frontera, son obra suya:
- Paso de Misterio  de la Hermandad de la Yedra (1989).[3]
- Paso de Misterio de la Hermandad de la Defensión (1983).
- Paso de Misterio de la Hermandad del Perdón (1992).

En Cádiz:
- Paso del Stmo. Cristo de la Vera-Cruz.
- Paso del Stmo. Cristo de la Misericordia (Hdad. de la Palma)
- Paso del Stmo. Cristo de las Aguas (1980).
- Paso de San Juan Evangelista (Hdad. De las Aguas)(1981).

En Córdoba:
- Paso de Ntro. Padre Jesús Humilde en su Coronación de Espinas.

En Granada:
- Paso de Ntro. Señor de la Oración en el Huerto de los Olivos, la que él consideró su obra más completa junto al altar de la Virgen del Rocío

En Huelva:
- Retablo de la Virgen del Rocío en Almonte.[4]

En San Fernando, Cádiz:
- Paso de Misterio de la Hdad. de los Afligidos.

En Cádiz cuenta con el paso de misterio del Stmo. Cristo de las Aguas y el de San Juan Evangelista , ambos tallados por Martin en 1981.